# Râul Sirețel, Siretul Mic
Râul Sirețel (în ucraineană Сіретел, transliterat: Sirețel) este un curs de apă din Ucraina, afluent al râului Siretul Mic. 
Acest râu izvorăște dintr-o zonă montană aflată în apropierea Vârfului Petrușca, din Crasna (Krasnoilsk). În perioada interbelică, el separa satele Crasna Ilschi (la sud) și Crasna Putnei (la nord), aceste două localități fuzionând în perioada sovietică. Trece apoi prin satele Ciudei (unde se varsă în el râul Ciudei care vine din partea stângă) și Igești. Își încheie apoi traseul prin vărsarea în râul Siretul Mic, separând satele Pătrăuții de Sus și Pătrăuții de Jos.